# جهش تحصیلی
جهشی یا جهش تحصیلی، از روش‌های کوتاه کردن دوران تحصیل با گذراندن دو پایه تحصیلی در یک سال تحصیلی‌ست. هدف این روش، رعایت عدالت آموزشی و لحاظ کردن تفاوت‌های فردی‌ست.

## در ایران
در مرداد سال ۱۳۵۶ بر اساس دستورالعمل «دو / ۸۲۸۹» وزارت آموزش و پرورش، جهش تحصیلی و چگونگی استفاده از آن تعریف شد. در حال حاضر، آزمون جهشی جهت تحصیل در مقاطع بالاتر بر اساس زمان‌بندی مناطق در شهریور برگزار می‌شود و در صورتی که دانش‌آموز در این آزمون پذیرفته شد، می‌تواند برای سال تحصیلی آینده در پایه بالاتر نام‌نویسی کند. بر اساس قانون، تمام دانش‌آموزان برای ورود به پایه‌های بالاتر به صورت جهشی، ملزم به گذراندن پایه‌های اول هر مقطع تحصیلی هستند. جهش تحصیلی برای دانش آموزان پایه اول و دوم ابتدایی، اول راهنمایی و اول دبیرستان تعریف نشده و دانش آموزان پایه دوم هر مقطع می‌توانند با احراز شرایط اعلام شده در مقطع بالاتر ادامه تحصیل دهند. دانش آموزان شهر تهران سالانه بیشترین میزان جهش تحصیلی را در کشور به خود اختصاص می‌دهند.

### پژوهش‌ها
در سال ۱۳۷۰ اولین مطالعه در ایران در مورد وضعیت تحصیلی دانش آموزان جهشی توسط آرین آرانی صورت گرفت. با فاصله کمی از این مطالعه دو پژوهش دیگر توسط محمدرضا آهنکوب‌نژاد (خوزستان) و محمد جعفری (تهران) در زمینه سازگاری اجتماعی عاطفی این دسته از دانش آموزان انجام شد.